# Транскрипция (биология)
Вижте пояснителната страница за други значения на Транскрипция.
Транскрипция в генетиката е процесът, при който една ДНК-последователност се копира чрез ензимa РНК-полимераза образувайки комплементарна РНК. С други думи, това е процесът на пренасяне на генетична информация от ДНК върху РНК. В случая на ДНК, кодираща белтък, транскрипцията е началото на процеса, който накрая довежда до транслация на генетичния код (посредством иРНК) във функционален пептид или белтък. Транскрипцията е процес, при който заложената в ДНК информация се презаписва от РНК. По време на транскрипцията се синтезира РНК с нуклеотидна последователност в ДНК. При транскрипцията се копират единични гени или групи гени. Могат да се презаписват участъци от една от веригите на ДНК, при което транскрипцията на ДНК протича избирателно. Регулаторните участъци от ДНК определят началото и края на структурните гени. Не всички гени в дадена клетка се презаписват.
В биологията с термина транскрипция се означава процес на презаписване на молекули на ДНК в молекули на РНК с помощта на ензима РНК-полимераза (или полимераза на РНК).
Транскрипцията има някои проверяващи механизми, но те са по-малко и по-слабо ефективни от контрола при ДНК. Поради това транскрипцията е с по-малка точност от репликацията на ДНК.

## Етапи
Процесът транскрипция, още известен като презаписване, протича на три етапа – инициация, елонгация и терминация. ДНК матрицата се чете със своя 3' -> 5' край, а новосинтезиращата се молекула РНК започва своя синтез от 5'-> 3', процесът не се осъществява на фрагменти (както при репликацията), а непрекъснато.
- Инициация – специални нуклеотидни секвенции, от които се започва транскрипцията се означават като промотор. Към промотор специфично се свърза ДНК зависимата РНК полимераза. PHK полимераза предизвиква деспирализация и разделяне на двете вериги ДНК. Едната от получените вериги е матрица за синтез на РНК. Първият презаписан нуклеотид се означава +1.
- Елонгация – процес на постепенно нарастване на синтезиращата се РНК, тя протича със скорост 30 нуклеотида в секунда. Движи се в посока 5' към 3'-края.
- Терминация – тук приключва синтеза на РНК, за да се осъществи това се използват специални участъци наречени терминатори. Те обикновено представляват палиндроми. Палиндромите са повторени огледални секвенции в полинуклеотидната верига. Полимеразата се отделя а генът се спирализира отново.

## Биосинтеза на РНК
РНК се синтезира по начин, подобен на синтезата на ДНК. И при РНК, и при ДНК последователността на новосинтезираната полинуклеотидна верига се откопирва от веригата на ДНК като се запазват правилата за съответност. Мястото, където се извършва процеса, е ядрото. Биосинтезата на РНК се извършва през целия живот на клетката без клетъчното делене. Бързината и точността на процеса е по-малка от репликацията. Грешка се допуска при 1х104 нуклеотидни двойки.
Ензимът, който се използва, се нарича РНК-полимераза. Той разпознава началото и края на гена. Ролята на субстрати при полимеризацията се изпълнява от активираните форми на рибонуклеиновите киселини. Процесът започва с разплитането на двойната спирала на ДНК на дадено място. От това място (наречено промотор) започва синтезата на РНК след последователно присъединяване на рибонуклеотиди към хидроксилната група на предходния нуклеотид. При транскрипцията се презаписва само един участник от само една верига на ДНК. Ензимът РНК-полимераза може да извършва самостоятелно започването или удължаването на синтезата на веригата. Резултатът от всичко това е получаването на трите вида РНК – иРНК (информационна), тРНК (транспортна) и рРНК (рибозомна), които взимат участие в синтеза на белтъци.
При еукариоти се съдържат още два вида РНК-и малка ядрени РНК-мяРНК и хетерогенна ядрена РНК хяРНК.